# Aquilops
Aquilops („orlí tvář“) byl rod drobného a vývojově velmi starobylého rohatého dinosaura, žijícího v období spodní křídy (asi před 107 miliony let) na území dnešní americké Montany (kraj Carbon).

## Význam
Jedná se o zdaleka nejstaršího a vývojově nejprimitivnějšího severoamerického rohatého dinosaura. Fosilie tohoto malého ceratopse byly objeveny v sedimentech geologického souvrství Cloverly v roce 1997. Typový exemplář formálně popsali v roce 2014 paleontologové Andrew Farke, W. Desmond Maxwell, Richard L. Cifelli a Matthew J. Wedel.

## Popis
Tento drobný ceratops byl pravděpodobně dvounohým býložravcem, měřil na délku pouze 60 centimetrů a vážil kolem 1,5 kg. Lebka holotypu měří na délku jen 84 mm, šlo tedy o zvíře velikosti menší kočky. Rozměry dospělých jedinců jsou však nejisté. Aquilops je vůbec nejranějším známým rohatým dinosaurem ze Severní Ameriky, jeho příbuznými jsou vývojově primitivní asijské rody Sasayamagnomus, Beg, Mosaiceratops, Liaoceratops, Yamaceratops nebo Archaeoceratops.